# Eduard Strauss
Eduard "Edi" Strauss (tysk stavning: Strauß), född 15 mars 1835 i Wien, Kejsardömet Österrike, död där 28 december 1916, var en österrikisk kompositör och kapellmästare. Han var bror till Johann Strauss d.y. och Josef Strauss. Fadern var Johann Strauss den äldre.

## Biografi
Efter gymnasieexamen strävade han efter en diplomatisk karriär, men lät sig till sist övertalas av brodern Johann Strauss den yngre att välja musikerbanan, precis som hans andra bror Josef hade gjort. Han studerade musikteori för kapellmästaren Gottfried von Preyer (1807-1901), tog violinlektioner för konsertmästaren i Capelle Strauss, Frans Amon och lärde sig spela harpa för virtuosen Anton Zamara (1829-1901). Den 11 februari 1855 debuterade Eduard som harpist vid en välgörenhetskonsert i Sofienbad-Saal när han spelade i brodern Johanns vals Glossen (op. 163). Som dirigent för Straussorkestern debuterade han den 5 februari 1861, återigen i Sofienbad-Saal, vid en välgörenhetsbal under mottot "Carnevals Perpetuum Mobile eller Dansen utan slut", då tre orkestrar spelade, var och en ledd av en av de tre Strauss-bröderna.
Eduard Strauss stil var individuell och han försökte inte ta upp kampen med sina bröder eller samtida tonsättare. Redan från början av karriären bedömdes han av allmänheten och pressen utifrån brödernas framgångar, särskilt Johanns. Men han kom att bli ihågkommen och erkänd som dirigent av dansmusik snarare än som en stor kompositör inom familjen Strauss och hans popularitet överskuggades av sina äldre bröders. Han försökte göra sig ett eget namn genom att göra snabbpolkan till sitt varumärke (på tyska "Schnellpolka"). Men han ställde lojalt upp för familjen: när Johann överraskande gifte sig sommaren 1862 fick Josef ersätta honom som dirigent i Ryssland, medan Eduard fick hålla ställningarna hemma i Wien.
1863 gifte han sig med Maria Klenkhart och de fick två söner: Johann Strauss III och Josef Eduard Strauss (även kallad Josef Strauss II, 1868–1940). Den äldre sonen, Johann Strauss III, kom att föra Straussmusiktraditionen vidare in på 1900-talet. Josef Eduards son, Eduard Strauss II, var dirigent.
Efter Josefs död 1870 gick Johann över till att komponera operetter. Eduard tog då ensam över ledningen för Capelle Strauss och i över 30 år utvecklade han orkestern till en framstående ensemble och en förstklassig kulturinstitution för Wien och Österrike. År 1872 tilldelades han titeln "Kejserlig och Kunglig Hovbalsmusikdirektör" som tack för sina tjänster vid evenemang inom kejsarfamiljen. Med sina söndagskonserter i Musikverein bidrog han också till Wien rika musikliv. Han framförde inte bara verk av familjen Strauss utan också många kompositioner från den klassiska och romantiska repertoaren från 1700- och 1800-talen, från Mozart till Wagner, och många av hans bror Johanns kompositioner framfördes här för första gången under hans ledning. Förutom de många Wien-åtagandena, som regelbundna konserter i Volksgarten, genomförde han från 1878 årliga sommarturnéer genom Tyskland, gästkonserter i London 1885 och 1890, samt en turné i USA vintern 1900/1901. "Jag har spelat med mitt kapell i 840 städer i två delar av världen ...", sammanfattade han i sina "Memories" som publicerades 1906. 
Strauss musikkarriär genomsyrades av rivalitet, inte bara mellan honom och hans bröder, men också med kapellmästaren och danskompositören Carl Michael Ziehrer, vilken till och med skapade en rivaliserande orkester vid namn "Före detta Eduard Straussorkestern" och började ge konserter i Wien under det namnet. Eduard Strauss stämde Ziehrer inför domstol för orättmätigt och missledande användning av sitt namn. Han vann men Ziehrer skulle inom kort överglänsa familjen Strauss i popularitet i Wien, särskilt efter att Eduards mer talangfulla bröder hade dött. Deras rivalitet skulle komma att bestå ända fram till att Capelle Strauss upplöstes.

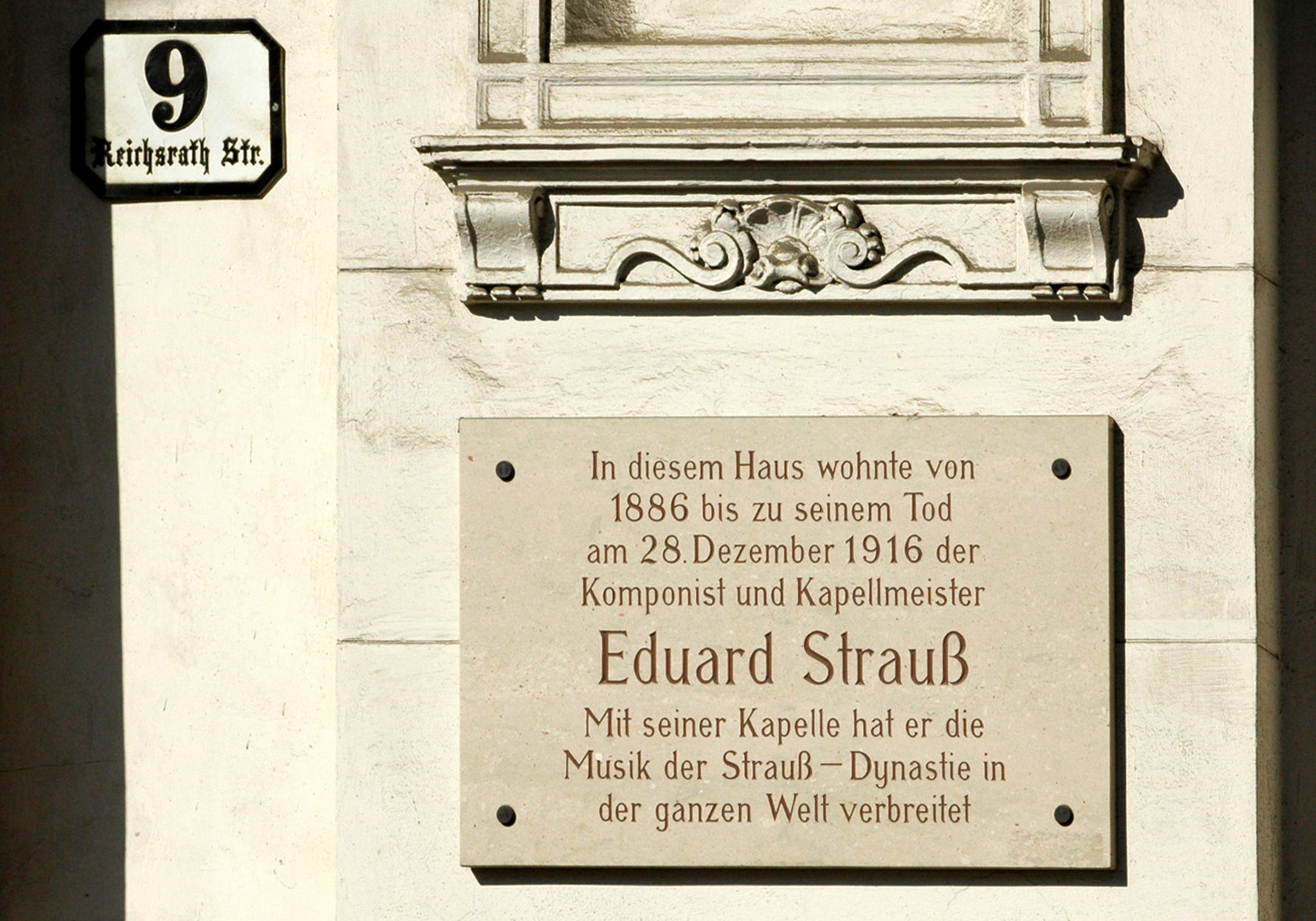
Minnesplattan på Reichsratsstrasse 9

1897 upptäckte Eduard att hans söner under en tidsrymd av ungefär fem år systematiskt hade länsat hans konto på pengar. De hade spekulerat bort miljonbelopp i dagens penningvärde. Detta i kombination med brodern Johanns död 1899 fick Eduard att överväga pensionering och 1901 upplöste han sin orkester och drog sig tillbaka till privatlivet. Innan dess hann han med en sista turné till USA 1899 och 1901. 1907 lät Eduard förstöra det mesta av sina originalnoter genom att bränna upp dem. Han, då den ende överlevande av de tre bröderna, tog detta drastiska steg med anledning av en pakt som de tre hade ingått, där den siste överlevande skulle förstöra deras verk. Syftet var att förhindra att andra kompositörer skulle kunna göra anspråk på familjens Strauss verk. Åtgärden kan ha påskyndats av rivaliteten med Carl Michael Ziehrer.
Eduard Strauss dog av en hjärtattack den 28 december 1916. Den 4 januari 1917 beslutade Wiens kommunfullmäktige att han skulle begravas i en hedersgrav: Han begravdes i en hedersgrav (grupp 32 A, nummer 42) på Wiens centrala kyrkogård. Den 26 september 1991 avtäcktes en minnesplatta på hans tidigare hem vid Reichsratsstrasse 9, Wien-Innere Stadt . Som den enda medlemmen i Strauss-dynastin skrev han själv sitt efternamn med ß, men blev odödliggjort i dödsannonsen såväl som på sin gravsten med ett "ss".

## Verk
Eduard Strauss komponerade över 300 verk, däribland den kända Doctrinen-Walzer.